# Hexenprozesse von Pendle

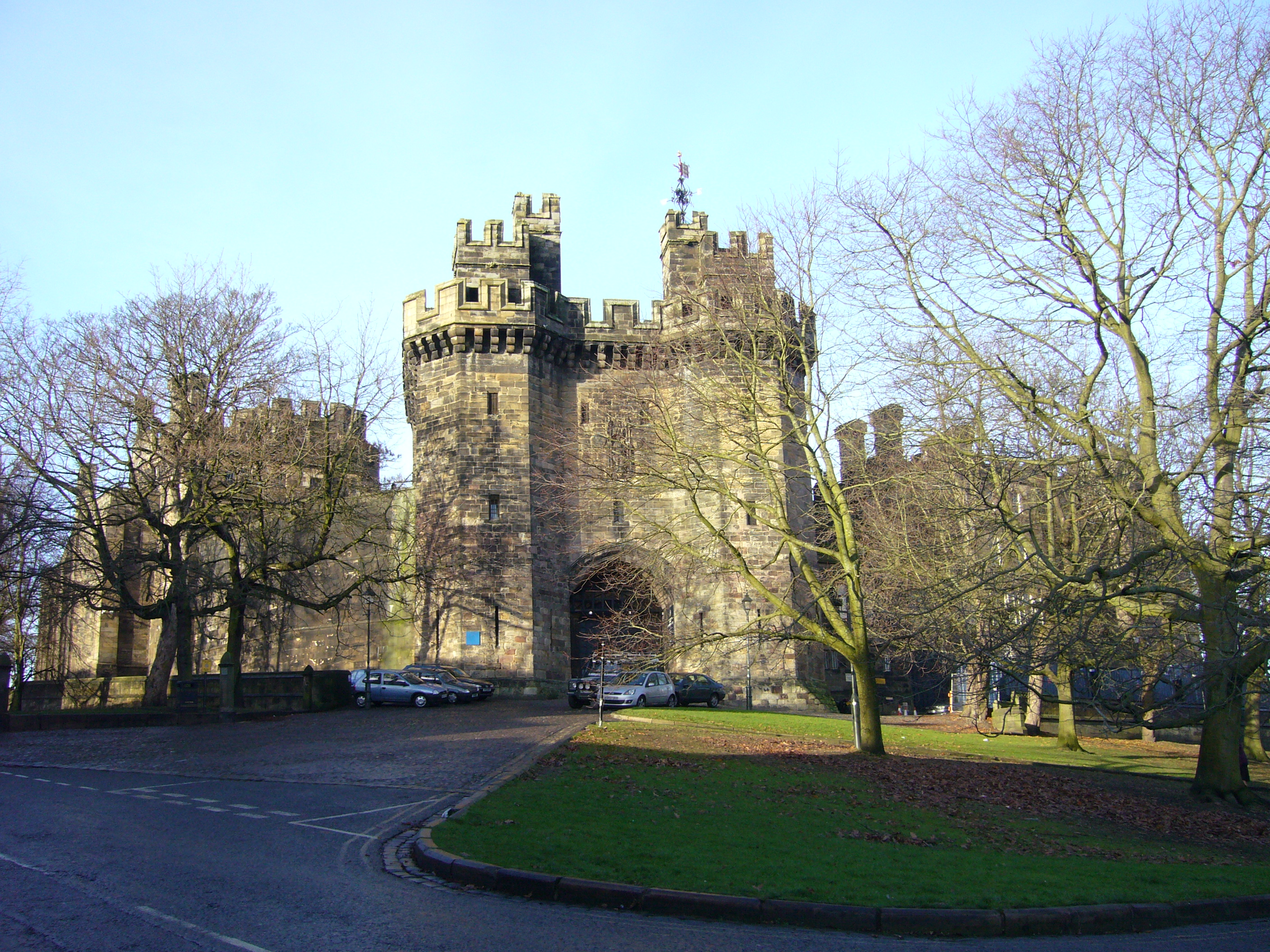
Lancaster Castle; hier fand gegen zehn der Angeklagten am 18./19. August 1612 der Prozess statt

Pendle Hill mit Markierung zum 400. Jahrestag der Hexenprozesse

Die Hexenprozesse von Pendle fanden 1612 statt und gehören zu den bekanntesten und am besten dokumentierten in der englischen Geschichte. 
Die zwölf Angeklagten, die in der Gegend um den Pendle Hill in der Grafschaft Lancashire lebten, wurden der Ausführung von zehn Morden beschuldigt. Eine Person starb in der Haft, den anderen – neun Frauen und zwei Männern – wurde in Lancaster und einer Angeklagten am 27. Juli 1612 in York der Prozess gemacht. Das Assisengericht in Lancaster vom 18./19. August 1612 verhandelte dabei mehrere Hexenprozesse, welche heute als Hexenprozesse von Lancashire bekannt sind. Zehn der Angeklagten aus Pendle Hill wurden für schuldig befunden und am Strang hingerichtet, eine Person freigesprochen.
Die Anzahl der verhängten Todesstrafen sowie die offizielle Publikation der Prozesse durch den Gerichtsschreiber Thomas Potts unter dem Titel The Wonderfull Discoverie of Witches in the Countie of Lancaster waren ungewöhnlich für das damalige England, wo es nur zu vereinzelten Ausbrüchen von Hexenverfolgung kam, der insgesamt ungefähr 500 Menschen zum Opfer fielen. 
James William Harrison Ainsworth thematisierte die Hexenprozesse von Pendle in seinem 1848 erschienenen Roman The Lancashire Witches. Im Kriminalroman Der Fluch von Pendle Hill: Ein Fall für Frey & McGray (2016) von Oscar de Muriel werden im Handlungsstrang Bezüge zu den Hexenprozessen von Pendle hergestellt.